# Épinac
Épinac ist eine französische Gemeinde mit 2150 Einwohnern (Stand: 1. Januar 2022) im Département Saône-et-Loire in der Region Bourgogne-Franche-Comté. Sie gehört zum Arrondissement Autun und zum Kanton Autun-1 (bis 2015: Kanton Épinac). Die Einwohner werden Épinacois genannt.

## Geographie
Épinac liegt am Drée. Umgeben wird Épinac von den Nachbargemeinden Thury im Norden, Molinot im Nordosten, Aubigny-la-Ronce im Osten, Saisy und Morlet im Südosten, Auxy im Süden sowie Sully im Westen.

## Bevölkerungsentwicklung
| Jahr      | 1962 | 1968 | 1975 | 1982 | 1990 | 1999 | 2006 | 2012 | 2019 |
| Einwohner | 3267 | 3120 | 2891 | 2636 | 2569 | 2522 | 2411 | 2320 | 2164 |

## Geschichte
Der Ort wurde zunächst Monestoy genannt, eine Grundherrschaft, die seit dem 13. Jahrhundert bezeugt ist und den gleichnamigen Herren gehörte. Um 1430 waren Pierre de Bauffremont und seine Frau Agnès de Saulx die neuen Herren von Monestoy. Einige Jahre später wurde Monestoy von Nicolas Rolin übernommen. Von da an folgten durch Erbschaft die Rolins und Chambellans (bis 1584), die Maréchals, die Pernes und schließlich ab 1719 die Clermont-Tonnerres aufeinander. 1656 wurde die Herrschaft zur Grafschaft erhoben, um Louis de Pernes, Oberst der Infanterie und Gouverneur von Saintes, im Adelsrang zu erhöhen; gleichzeitig änderte der Ort seinen Namen in Épinac. Der letzte Comte d'Épinac, Herzog Jules Charles Henri de Clermont-Tonnerre, sowie sein Sohn Charles Gaspard Marquis de Clermont-Tonnerre, starben während der Revolution 1794 in Lyon auf der Guillotine. 

## Sehenswürdigkeiten
- Priorei von Le Val-Saint-Benoît, im 13. Jahrhundert begründet, im 17. Jahrhundert verlassen, seit den 1970er Jahren wieder in Nutzung, seit 1982 zur Monastischen Familie von Betlehem, der Aufnahme Mariens in den Himmel und des heiligen Bruno
- Schloss Épinac (vormals Schloss Monestoy), ursprünglich im 11. Jahrhundert erbaut, bis ins 18. Jahrhundert umgebaut, im 20. Jahrhundert restauriert
- Grube Hottinguer, Kohlegrube seit 1863/1871 im Betrieb, 1936 geschlossen, mit dem sog. Turm Malakoff, seit 1992 Monument historique

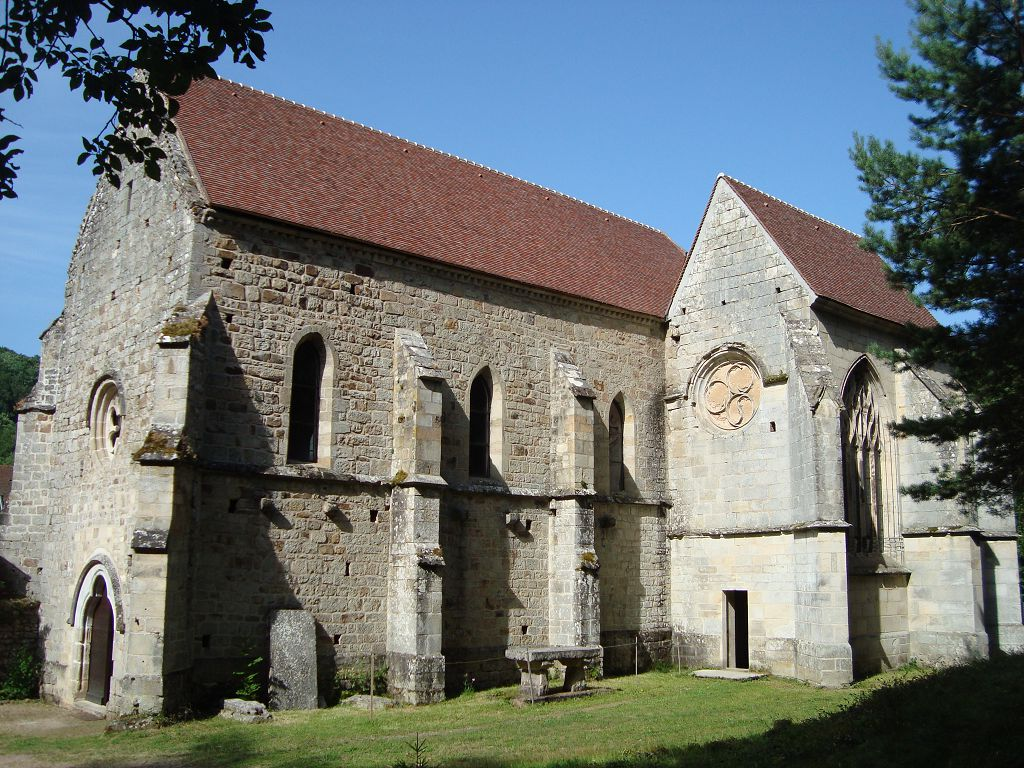
Priorei
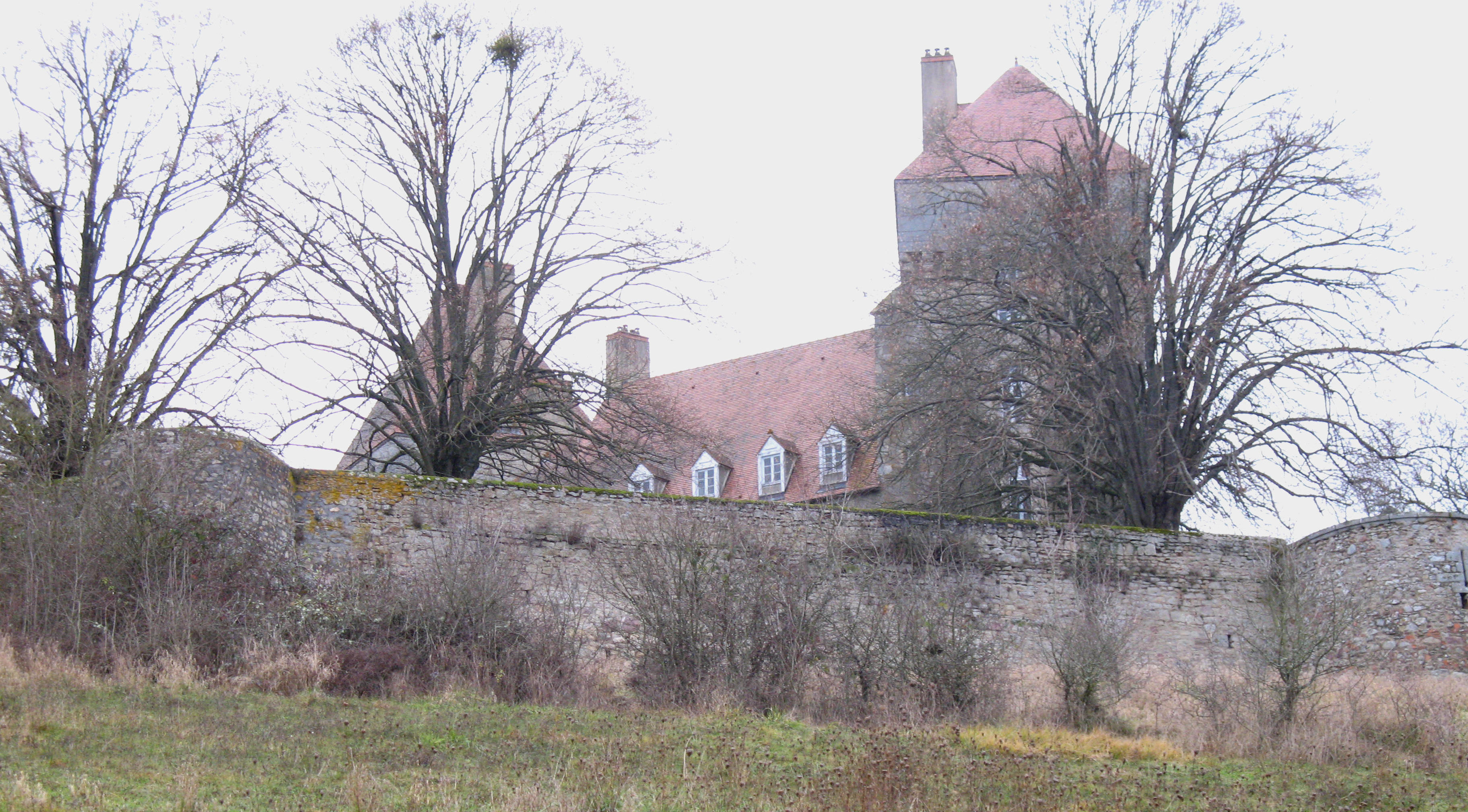
Schloss Épinac
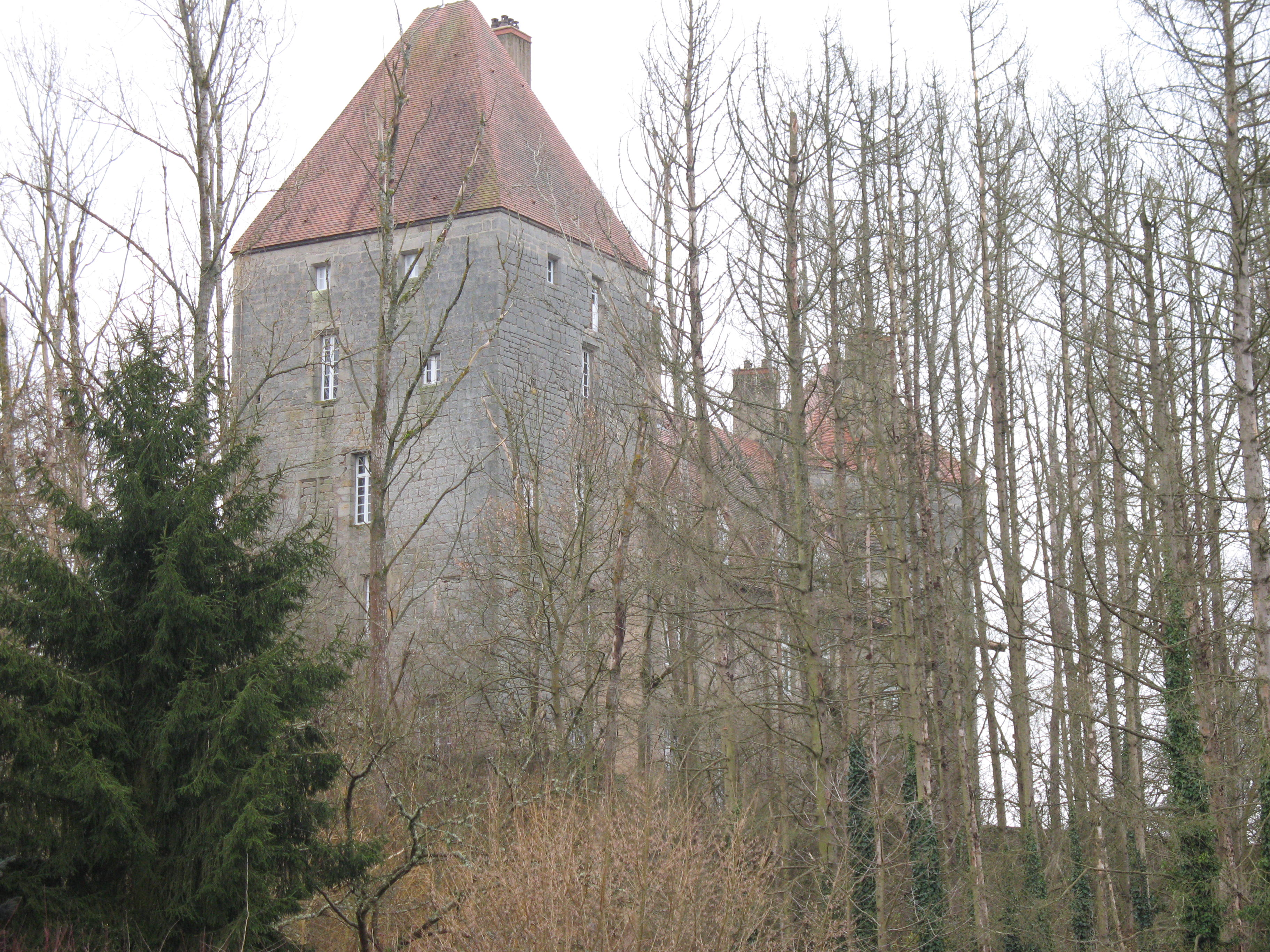
Rückfront des Schlosses
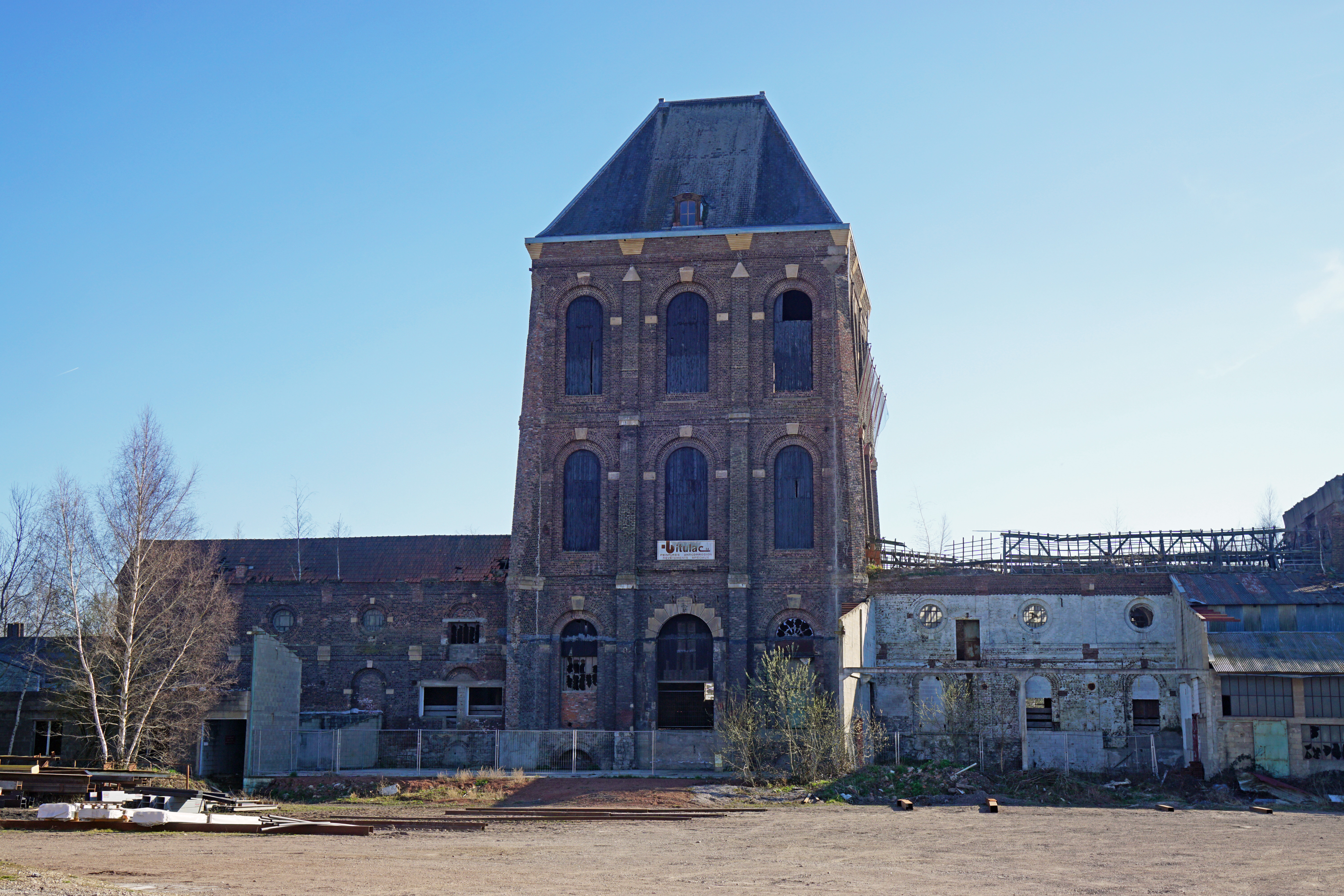
Grube Hottinguer

## Partnergemeinden
Partnergemeinde ist seit 1991 Steinweiler in Rheinland-Pfalz.

## Persönlichkeiten
- Nicolas Rolin (1376–1462), Kanzler, Herr über Épinac